# Уго Алмеида
Уго Мигуел Переира де Алмеида (порт. Hugo Miguel Pereira de Almeida; Фигеира де Фоз, 23. мај 1984) је португалски фудбалер, који тренутно игра за Академику из Коимбре.